# Elizabeth II's kroning
|  | Denne artikel er oprettet af botten Steenthbot ud fra en ekstern database. Den kan derfor have sproglige fejl eller mangler. Denne skabelon kan fjernes efter kontrol af indholdet. |

Elizabeth II's kroning er en dansk dokumentarfilm fra 1952.

## Handling
Kroningshøjtideligheden i Westminster Abbey. Bl.a. ses prins Philip, prins Charles, og Winston Churchill. Kørsel i guldkaret gennem london til buckingham Palace, hvor kongefamilien ses på balkonen, og dronningen holdedrt ale. Den engelske kongesang lyder, mens formationsflyvere, folkemængder og kongelige ses.